# Бургуэн, Жан
Жан Бургуэн (фр. Jean Bourgoin; 4 марта 1913 — 3 сентября 1991) — французский кинооператор. Лауреат премий «Оскар» и «Золотой глобус» за лучшую операторскую работу в фильме «Самый длинный день».

## Биография
Родился 4 марта 1913 года в Париже, Франция. С 1936 года начал работать кинооператором. В 1959 году стал лауреатом каталонской премии Святого Георгия за операторскую работу в фильме «Мой дядюшка». В 1960 году получил премию кинофестиваля в Мар-дель-Плата за фильм «Девушка на лето». Также известен по фильмам «Деде из Антверпена», «Правосудие свершилось», «Чёрный Орфей» и «Самый длинный день».
Умер 3 сентября 1991 года в Париже, Франция.

## Избранная фильмография
- 1948 — Деде из Антверпена / Dedee d’Anvers (реж. Ив Аллегре)
- 1950 — Правосудие свершилось / Justice est faite (реж. Андре Кайат)
- 1955 — Гусары / Les Hussards (реж. Алекс Жоффе)
- 1958 — Мой дядюшка / Mon Oncle (реж. Жак Тати)
- 1959 — Чёрный Орфей / Orfeu Negro (реж. Марсель Камю)
- 1962 — Самый длинный день / The Longest Day (реж. Кен Эннакин, Бернхард Викки, Эндрю Мартон)
- 1969 — Муж желаний / L’homme de desir (реж. Доминик Делуш)

## Награды
- Лауреат премии «Оскар» 1963 года совместно с Вальтером Воттицом за лучшую операторскую работу в фильме «Самый длинный день»[4]

- Лауреат премии «Золотой глобус» в 1963 году за операторскую работу в фильме «Самый длинный день»[5]